# Maksymos IV Saigh
Maksymos IV Saigh (t. Maximos Sayegh, ur. 10 kwietnia 1878 w Aleppo – zm. 5 listopada 1967 w Bejrucie), syryjski duchowny katolickiego kościoła melchickiego, 1947–1967 patriarcha Antiochii, od 1965 kardynał.

## Życiorys
Wstąpił do Towarzystwa Misjonarzy św. Pawła (S.M.S.P.), studiował w seminarium św. Anny w Jerozolimie oraz zakonnych domach nauki. 17 września 1905 przyjął święcenia kapłańskie. W kolejnych latach prowadził pracę duszpasterską oraz był generalnym przełożonym zakonu misjonarzy. 30 sierpnia 1919 został wybrany na melchickiego arcybiskupa Tyru i tego samego dnia konsekrowany. W sierpniu 1933 przeniesiony na melchickie arcybiskupstwo Bejrutu i Dżbejl (Gibail). 25 maja 1943 został obdarzony tytułem asystenta Tronu Papieskiego.
30 października 1947 został wybrany na melchickiego patriarchę Antiochii i uzyskał communio od papieża Piusa XII 21 czerwca 1948. Pozostawał w unii personalnej patriarchą melchickim Antiochii i Jerozolimy. Brał udział w obradach Soboru Watykańskiego II.
22 lutego 1965 został wyniesiony przez papieża Pawła VI do godności kardynalskiej. Otrzymał rangę kardynała patriarchy, zgodnie z prowadzoną przez Pawła VI polityką przywracania znaczenia patriarchom Kościołów katolickich obrządków wschodnich w Kolegium Kardynalskim; na czas uroczystości kościelnych w Rzymie z jego udziałem otrzymał kościół tytularny S. Maria in Cosmedin. Uczestniczył w inauguracyjnej sesji Światowego Synodu Biskupów w Watykanie (wrzesień-październik 1967), zmarł tydzień po zakończeniu sesji. Został pochowany w Damaszku.